# Нели ти реков
„Нели ти реков” је југословенски и македонски телевизијски филм из 1977. године. Режирао га је Стево Црвенковски а сценарио је написао Русомир Богдановски.

## Улоге
| Глумац                 | Улога |
| ---------------------- | ----- |
| Никола Коле Ангеловски |       |
| Петре Арсовски         |       |
| Марин Бабић            |       |
| Јорданчо Чевревски     |       |
| Димитар Гешоски        |       |
| Катина Иванова         |       |
| Славица Јовановска     |       |
| Мето Јовановски        |       |
| Гјоргји Колозов        |       |
| Стојка Цекова          |       |
| Томе Моловски          |       |

Остале улоге ▼
| Глумац                    | Улога |
| ------------------------- | ----- |
| Тодор Николовски          |       |
| Љупчо Петрушевски         |       |
| Диме Поповски             |       |
| Ристо Шишков              |       |
| Благоја Спиркоски Џумерко |       |
| Снежана Стамеска          |       |
| Ацо Стефановски           |       |
| Мирче Доневски            |       |